# Xian de Dengkou
Le xian de Dengkou (磴口县 ; pinyin : Dèngkǒu Xiàn) est un district administratif de la région autonome de Mongolie-Intérieure en Chine. Il est placé sous la juridiction de la ville-préfecture de Baynnur.

## Démographie
La population du district était de 119 335 habitants en 1999.